# Oumar Ba
Oumar Ba (* 1906 in Bandiagara; † 1964 in Niamey) war ein nigrischer Mediziner, Gewerkschafter und Politiker.

## Leben
Oumar Ba absolvierte die Medizinerschule in Dakar, der damaligen Hauptstadt Französisch-Westafrikas, und arbeitete danach für die Verwaltung der französischen Kolonien als médecin africain („afrikanischer Mediziner“). Nachdem er zunächst in anderen französischen Kolonien im Sahel tätig gewesen war, ließ er sich in der Kolonie Niger nieder. Dort arbeitete er 1941 in der Hauptstadt Niamey, von 1942 bis 1943 in Tessaoua und von 1944 bis 1947 in Tillabéri, wo er mit der medizinischen Leitung des Gesundheitsdistrikts Tillabéri betraut wurde.
Bei den Wahlen zum Generalrat von 1946/1947, die das erste Parlament Nigers begründeten, wurde Oumar Ba für die Nigrische Fortschrittspartei (PPN-RDA) im Wahlkreis Tillabéri zum Abgeordneten gewählt. Mit seiner Wahl im Januar 1947 gab er seine Arbeit als Mediziner vorläufig auf. Im August 1947 gründete er das Syndikat der afrikanischen Mediziner, Pharmazeuten und Hebammen Nigers. Ba wurde im November desselben Jahres zum Generalsekretär der Union der Syndikate Nigers gewählt, wurde Abgeordneter im Großen Rat von Französisch-Westafrika und am 14. November 1948 Senator für Niger im Oberhaus Frankreichs in Paris. Dabei war er nicht länger Mitglied des PPN-RDA, sondern der Union unabhängiger Nigrer und Sympathisanten (UNIS). Im Oberhaus schloss er sich keiner Fraktion an und arbeitete in der Kommission für Familie, Bevölkerung und Gesundheit, trat jedoch kaum durch Wortmeldungen während öffentlicher Sitzungen in Erscheinung.
Bei den Senatswahlen im Mai 1952 wurde Ba nicht mehr von der UNIS aufgestellt. Er kehrte daraufhin zu seiner beruflichen Tätigkeit als Mediziner zurück und starb acht Jahre später in Niamey.